# Warsaw (Dakota Północna)
Warsaw – obszar niemunicypalny w stanie Dakota Północna w hrabstwie Walsh w Stanach Zjednoczonych.

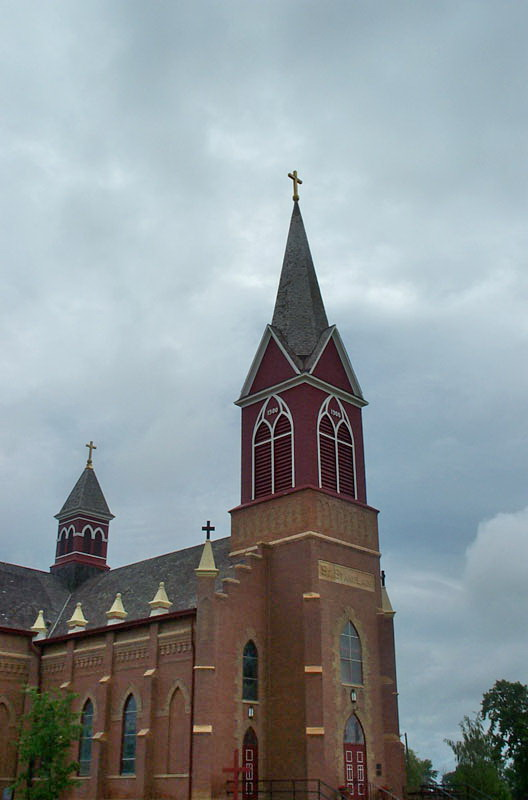
Kościół św. Stanisława w Warsaw

Warsaw jest położone ok. 9 km na wschód od Minto, a adresy pocztowe w Warsaw zawierają nazwę tej miejscowości. Siedziba hrabstwa (Grafton) jest położone ok. 25 km na północny zachód. Pomimo że Warsaw to obszar niemunicypalny, jej nazwa ma oficjalny status.
Obszar Warsaw został w XIX wieku zasiedlony przez polskich imigrantów i do lat 1920. był zdominowany przez społeczność polskojęzyczną, większość nagrobków na miejscowym cmentarzu jest polskojęzyczna. Wzniesiony w 1901 roku katolicki kościół św. Stanisława znajduje się natomiast na liście National Register of Historic Places.
W Warsaw znajduje się St. Gianna's Maternity Home opiekujący się kobietami w ciąży. Został nazwany imieniem Joanny Beretty Molla.